# 小行星4676
小行星4676（英語：4676 Uedaseiji）是一颗围绕太阳公转的小行星。1990年9月16日，藤井哲也、渡邊和郎在北见发现了此天体。
这颗小行星的绝对星等为350.88352等。